# Никодински манастир
Никодинският манастир „Рождество Богородично“ (на македонска литературна норма: Никодински манастир „Раѓање на Пресвета Богородица“) е православен манастир край прилепското село Никодин, Република Македония. Църквата е под управлението на Преспанско-Пелагонийската епархия на Македонската православна църква.
Манастирът е разположена на три километра югоизточно от Никодин, между върховете Ясенова глава и Ножот. Изграден е около старата църква „Света Троица“, която е и първият му католикон. Смята се, че тук в османско време е имало манастир, метох на Трескавец. Легендата твърди, че манастирът е разрушен от османците и седемте му монаси са заклани и затова местността получила името Калугере.
От 1977 до 1981 година е изграден нов католикон и две други сгради. Манастирът е осветен на 21 септември 1981 година от митрополит Петър. На 25 ноември 1987 година митрополит Петър освещава темелите за новата манастирска църква и той освещава готовия храм на 17 октомври 2010 година.